# Okada Shigeyoshi
Okada Shigeyoshi (岡田 重能?; 1527 – 17 maggio 1583) è stato un samurai daimyō giapponese del periodo Sengoku, servitore del clan Akechi.

## Biografia
Il clan Okada dichiarava di discendere dalla famiglia Yamada della provincia di Owari. Shigeyoshi inizialmente Oda Nobuhide scontrandosi contro il clan Imagawa e diventando, per i suoi meriti in battaglia, una delle "Sette lance di Azukizaka".
Servì successivamente Oda Nobunaga per molti anni. Dopo la morte di Nobunaga a Honnō-ji nel 1582, Shigeyoshi continuò a servire Oda Nobuo. Qualche tempo dopo Shigeyoshi ottenne il titolo di custode del castello di Hoshizaka, ma morì l'anno seguente. Viene ricordato anche come un poeta di talento.